# أرستين
الارستين (اختصار Arr) هي عائلة صغيرة من البروتينات المهمة لتنظيم نقل الإشارة في المستقبلات المقترنة بالبروتين G.   تم اكتشاف الارستسن لأول مرة كجزء من آلية محفوظة من خطوتين لتنظيم نشاط المستقبلات المقترنة بالبروتين (G (GPCRs) في نظام رودوبسين البصري بواسطة هيرمان كون وسكوت هول وأورسولا وايلدن  وفي β- نظام الأدرينالية بواسطة Martin J. Lohse وزملاؤه. 

## وظيفة
استجابةً لمحفز، تنشط GPCRs بروتينات G غير المتجانسة. من أجل إيقاف هذه الاستجابة، أو التكيف مع منبه مستمر، يجب إزالة حساسية المستقبلات النشطة. تتمثل الخطوة الأولى في إزالة التحسس في فسفرة المستقبل عن طريق فئة من كينازات سيرين / ثريونين تسمى كينازات مستقبلات البروتين المقترنة ببروتين G (GRKs). تقوم الفسفرة GRK على وجه التحديد بإعداد المستقبل النشط للربط الموقوف. يحجب ارتباط الارستين بالمستقبل المزيد من الإشارات التي يتوسطها بروتين G ويستهدف مستقبلات الاستيعاب، ويعيد توجيه الإشارات إلى مسارات بديلة مستقلة عن بروتين G ، مثل إشارات-st     الإضافة إلى GPCRs ، ترتبط المحفزات بفئات أخرى من مستقبلات سطح الخلية ومجموعة متنوعة من بروتينات الإشارات الأخرى.
تعبر الثدييات عن أربعة أنواع فرعية من الارستين وكل نوع فرعي من الارستين يُعرف بأسماء مستعارة متعددة. يتم سرد اسم الارستين (1-4) بالإضافة إلى الأسماء المستعارة الأكثر استخدامًا لكل نوع فرعي من الارستين بالخط العريض أدناه:
- تم تحديد الارستين في الأصل على أنه مستضد S (SAG) يسبب التهاب القزحية (مرض العين المناعي الذاتي)، ثم تم وصفه بشكل مستقل على أنه بروتين 48 كيلو دالتون الذي يربط رودوبسين الفسفرة المنشطة بالضوء قبل أن يتضح أن كلاهما واحد ونفس الشيء. تمت إعادة تسميته لاحقًا بإيقاف بصري، ولكن عندما تم استنساخ نوع فرعي مرئي آخر خاص بالمخروط، تمت صياغة مصطلح قضيب الإيقاف. تبين أن هذا أيضًا تسمية خاطئة: يتم التعبير عن الإعتقال -1 بمستويات عالية جدًا مماثلة في كل من الخلايا المستقبلة للضوء والقضيب والمخروط.
- كان ارسيتن 2 أول اعتقال غير مرئي مستنسخ. تم تسميته لأول مرة β-stopin ببساطة لأنه بين اثنين من GPCRs المتوفرين في شكل منقى في ذلك الوقت، رودوبسين ومستقبل 2- adrenergic ، أظهر تفضيلًا لهذا الأخير.
- Arrestin-3 . تم استدعاء الإيقاف غير المرئي الثاني المستنسخ لأول مرة β-stopin-2 (تغيير بأثر رجعي اسم β-stopin إلى β-stopin-1)، على الرغم من أنه بحلول ذلك الوقت كان من الواضح أن الموقوفات غير المرئية تتفاعل مع مئات من مختلف GPCRs ، ليس فقط مع مستقبلات بيتا 2 الأدرينالية. تم اقتراح الأسماء المنهجية، الإيقاف 2 والإيقاف 3، على التوالي، بعد ذلك بوقت قصير.
- تم استنساخ Arrestin-4 من قبل مجموعتين وأطلق عليهما تسمية مخروطية، بعد نوع مستقبلات ضوئية تعبر عنه، و X-stopin ، بعد الكروموسوم حيث يقيم الجين. في قاعدة بيانات HUGO ، يُطلق على الجين الخاص به اسم «ارستسن - 3» .

يبدو أن الأسماك والفقاريات الأخرى تحتوي على ثلاثة أنواع فقط من الارستين: لم يتم استنساخ أي مكافئ لمركب ارستين -2، وهو النوع الفرعي غير المرئي الأكثر وفرة في الثدييات، حتى الآن. يحتوي البروتو كورداتي C. intestinalis (بخ البحر) على ارستين واحد فقط، والذي يعمل بمثابة بصري في يرقاته المتحركة ذات العيون المتطورة للغاية، ويصبح غير مرئي بشكل عام في البالغين الأعمى. تشير المواقع المحفوظة للعديد من الإنترونات في جينها وتلك الخاصة بأنواع الارستين إلى أنها تطورت جميعًا من ارستين قديم. كما تمتلك اللافقاريات السفلية، مثل الدودة المستديرة C. elegans ، ارستين واحدفقط. تحتوي الحشرات على arr1 و arr2 ، اللذان يُطلق عليهما في الأصل «الارستين البصري» لأنه يتم التعبير عنه في المستقبلات الضوئية، ونوع فرعي غير مرئي (kurtz in Drosophila). في وقت لاحق تم العثور على arr1 و arr2 للعب دور مهم في الخلايا العصبية الشمية وأعيدت تسميتها «الحسية». الفطريات لها اعتقالات بعيدة في الأقارب المتورطين في استشعار الأس الهيدروجيني.
يتم التعبير عن واحد أو أكثر من الارستين في كل خلية حقيقية النواة تقريبًا. في الثدييات، يتم تقييد الارستين -1 والارستين 4 إلى حد كبير على المستقبلات الضوئية، في حين أن الارستين -2 والارستين -3 موجودان في كل مكان. تتمتع الخلايا العصبية بأعلى مستوى من التعبير لكلا النوعين الفرعيين غير المرئيين. في السلائف العصبية يتم التعبير عن كلاهما بمستويات مماثلة، بينما في الخلايا العصبية الناضجة، يكون الإعتقال 2 موجودًا عند مستويات أعلى بمقدار 10-20 ضعفًا من الارستين 3.
تمنع الارستين اقتران GPCR ببروتينات G بطريقتين. أولاً، يحجب الارتباط بالوجه السيتوبلازمي للمستقبلات موقع الارتباط لبروتين G غير المتجانسة، مما يمنع تنشيطه (إزالة التحسس). ثانيا، arrestin الروابط مستقبلات لعناصر الأجهزة الداخلي، بالكلاذرين وبالكلاذرين محول AP2 ، الذي يعزز استيعاب مستقبلات عبر حفر المغلفة ونقل لاحقا إلى المقصورات الداخلية، ودعا الإندوسومات. بعد ذلك، يمكن توجيه المستقبل إما إلى مقصورات التحلل (الجسيمات الحالة) أو إعادة تدويره مرة أخرى إلى غشاء البلازما حيث يمكنه الإشارة مرة أخرى. تلعب قوة تفاعل مستقبلات الإيقاف دورًا في هذا الاختيار: تميل المجمعات الأكثر إحكامًا إلى زيادة احتمالية تدهور المستقبل (الفئة ب)، بينما تفضل المجمعات العابرة إعادة التدوير (الفئة أ)، على الرغم من أن هذه «القاعدة» بعيدة كل البعد عن كونها مطلقة. 
إن الارستين عبارة عن جزيئات ممدودة، حيث تحمل العديد من التفاعلات الجزيئية الاتجاه النسبي للمجالين. في الخلايا غير المحفزة يتم توطين الاعتقال في السيتوبلازم في هذا التشكل القاعدى «غير النشط». تقوم GPCRs النشطة الفسفرة بتجنيد الموقوف في غشاء البلازما. يؤدي الارتباط بالمستقبلات إلى إحداث تغيير تشكيلي عالمي يتضمن حركة مجالي الارستين وإطلاق ذيل الطرف C الذي يحتوي على مواقع ربط clathrin و AP2. زيادة إمكانية الوصول إلى هذه المواقع في الموقد المرتبط بالمستقبلات يستهدف مجمع مستقبلات الارستين إلى الحفرة المطلية. تربط أريستين أيضًا الأنابيب الدقيقة (جزء من «الهيكل العظمي» الخلوي)، حيث تفترض شكلاً آخر يختلف عن كلٍ من الشكل الحر والمرتبط بالمستقبلات. تجنيد الإيقافات المرتبطة بالأنابيب الدقيقة بروتينات معينة في الهيكل الخلوي، مما يؤثر على نشاطها و / أو يعيد توجيهها إلى البروتينات المرتبطة بالأنابيب الدقيقة.
ينتقل الارستين بين نواة الخلية والسيتوبلازم. وظائفها النووية ليست مفهومة تمامًا، ولكن تبين أن جميع الأنواع الفرعية الأربعة للثدييات تزيل بعض شركائها، مثل بروتين كيناز JNK3 أو ubiquitin ligase Mdm2 ، من النواة. يقوم الارستين أيضًا بتعديل التعبير الجيني عن طريق تعزيز نسخ جينات معينة.
| Arrestin (or S-antigen), N-terminal domain                                                                            | Arrestin (or S-antigen), N-terminal domain |
| --- | ------------------------------------------ |
| Structure of arrestin from bovine rod outer segments.                                                                 |                                            |
| المعرفات |                                            |
| الرمز | Arrestin_N                                 |
| تراكيب البروتين المتوفرة: قاعدة بيانات عوائل البروتينات بنك بيانات البروتينات 1ayr , 1cf1 , 1g4m , 1g4r , 1jsy , 1zsh |                                            |
| تراكيب البروتين المتوفرة:                                                                                             |                                            |
| قاعدة بيانات عوائل البروتينات                                                                                         |                                            |
| بنك بيانات البروتينات                                                                                                 | 1ayr, 1cf1 , 1g4m, 1g4r , 1jsy , 1zsh      |
| |                                            |

| تراكيب البروتين المتوفرة:     | تراكيب البروتين المتوفرة:             |
| ----------------------------- | ------------------------------------- |
| قاعدة بيانات عوائل البروتينات |                                       |
| بنك بيانات البروتينات         | 1ayr, 1cf1 , 1g4m, 1g4r , 1jsy , 1zsh |
|                               |                                       |

| Arrestin (or S-antigen), C-terminal domain                                                                                   | Arrestin (or S-antigen), C-terminal domain |
| --- | ------------------------------------------ |
| Structure of bovine beta-arrestin.                                                                                           |                                            |
| المعرفات |                                            |
| الرمز | Arrestin_C                                 |
| تراكيب البروتين المتوفرة: قاعدة بيانات عوائل البروتينات بنك بيانات البروتينات 1ayr , 1cf1 , 1g4m , 1g4r , 1jsy , 1suj , 1zsh |                                            |
| تراكيب البروتين المتوفرة: |                                            |
| قاعدة بيانات عوائل البروتينات                                                                                                |                                            |
| بنك بيانات البروتينات | 1ayr, 1cf1, 1g4m, 1g4r, 1jsy, 1suj, 1zsh   |
| |                                            |

| تراكيب البروتين المتوفرة:     | تراكيب البروتين المتوفرة:                |
| ----------------------------- | ---------------------------------------- |
| قاعدة بيانات عوائل البروتينات |                                          |
| بنك بيانات البروتينات         | 1ayr, 1cf1, 1g4m, 1g4r, 1jsy, 1suj, 1zsh |
|                               |                                          |